# Интерконтинентални куп 1973. (фудбал)
Интерконтинентални куп 1973. је била фудбалска утакмица савеза одиграна 28. новембра 1973. између Јувентуса, вицешампиона Европског купа 1972/73, и Индепендијентеа, победника Копа либертадорес 1973. Утакмица је одиграна на стадиону Олимпико у Риму. Био је то први Јувентусов наступ у такмичењу и четврти наступ Индепендијентеа након пораза од Интернационала 1964. и 1965. и од Ајакса 1972. Иако је првобитно одбио да учествује у такмичењу, Јувентус је заменио Ајакс као репрезентативни тим УЕФА у такмичењу као могућег меча за шампиона Европе у Јужној Америци, а званичан сусрет са Ајаксом. из финансијских разлога. Куп се овај пут играо у једном мечу уместо у двомечу, као што се дешавало претходних и наредних година до 1979. године.

## Квалификоване екипе
| Конфедерација | Тим            | Квалификација                                | Учешће |
| ------------- | -------------- | -------------------------------------------- | ------ |
| Конмебол      | Индепендијенте | Копа либертадорес 1973. шампион              | 4ª     |
| УЕФА          | Јувентус       | Куп европских шампиона 1972/73. вицешампион* | 1ª*    |

*OBS: Године 1973, Ајакс, шампион клупског купа европских шампиона 1972–73, повукао се са интерконтиненталног турнира и заменио га је вицешампион Јувентус.
| Италија                    |                  |
| Град                       | Стадион          |
| Рим                        | Стадион Олимпико |
|                            |                  |
| Капацитет 80.000 гледалаца |                  |

## Преглед
Утакмицом је највећим делом доминирала италијанска екипа, а Бјанконери су имали неколико прилика да поведу са два шута из шеснаестерца на центаршут и са једанаестерцем који је извео Кукуреду, који је завршио преко пречке и ударцем у последњим минутима утакмице, који је аргентински голман Санторо у смелој акцији блокирао. Десет минута од краја, низ одличних пасова између Раимонда и Бертонија, а затим између Бертонија и Бокинија ка шеснаестерцу, завршио се голом победе Дијаблос Рохоса („Црвени ђаволи“).

## Утакмица

### Детаљи
| Јувентус | 0–1      | Индепендијенте |
| -------- | -------- | -------------- |
|          | Извештај | Бочини 80’     |

| Јувентус | Индепендијенте |

|                  |    |                   |  |     |
|                  |    |                   |  |     |
| GK               | 1  | Дино Зоф (c)      |  |     |
| SW               | 2  | Лучано Спинози    |  | 74’ |
| CB               | 5  | Франческо Морини  |  |     |
| CB               | 6  | Сандро Салвадоре  |  |     |
| LB               | 3  | Ђанпјетро Марчети |  |     |
| RM               | 7  | Франко Каузијо    |  |     |
| CM               | 8  | Антонио Кукуреду  |  |     |
| LM               | 4  | Клаудио Ђентиле   |  |     |
| RW               | 9  | Пјетро Анастази   |  |     |
| CF               | 10 | Хосе Алтафини     |  |     |
| LW               | 11 | Роберто Бетега    |  | 74’ |
| Резервни играчи: |    |                   |  |     |
| DF               |    | Силвио Лонгобуко  |  | 74’ |
| MF               |    | Фернандо Виола    |  | 74’ |
| Менаџер:         |    |                   |  |     |
| Честмир Вицпалек |    |                   |  |     |

| GK               | 1  | Мигел Анхел Санторо (c) |             |     |
| RB               | 4  | Едуардо Комисо          |             |     |
| CB               | 2  | Мигел Анхел Лопез       |             |     |
| CB               | 6  | Франциско Са            |             |     |
| LB               | 3  | Рикардо Павони          | Жути картон |     |
| RM               | 8  | Рубен Галван            |             |     |
| CM               | 5  | Мигел Анхел Рајмондо    |             |     |
| LM               | 10 | Рикардо Бочини          |             |     |
| RW               | 7  | Агостини Балбуена       |             |     |
| CF               | 9  | Едуардо Маглиони        |             |     |
| LW               | 11 | Данијел Бертони         |             | 83’ |
| Резервни играчи: |    |                         |             |     |
| FW               |    | Алехандро Семеневич     |             | 83’ |
| Менаџер:         |    |                         |             |     |
| Роберто Фереиро  |    |                         |             |     |

|  |